# Sluis 13
Sluis 13 is een buurtschap in de gemeente Someren in de Nederlandse provincie Noord-Brabant. De plaats ligt in het zuidoosten van de gemeente, pal ter hoogte van de ophaalbrug over de Zuid-Willemsvaart die aan de noordkant van de sluis ligt en waaraan de buurtschap haar naam dankt. Deze sluis werd gebouwd bij de aanleg van het kanaal, tussen 1822 en 1826. In 2003 werd de sluis gemoderniseerd. De sluis heeft een verval van 1,59 meter . 
Vanaf de brug loopt de Landbouwstraat door de buurtschap als verbindingsweg voor de omliggende agrarische bedrijven. Direct ten oosten van de buurtschap ligt de Provinciale weg 266, op de oever van de Zuid-Willemsvaart. Aan de zuidkant ligt de Dertiensedijk, een dijkweg die vrijwel haaks op het kanaal richting Someren loopt, over de grens met Limburg. Er staan geen plaatsnaamborden, zodat de grenzen niet duidelijk zijn. De lintbebouwing langs het kanaal ten zuiden van de Dertiensedijk, in de Limburgse gemeente Nederweert, kan echter ook tot de buurtschap gerekend worden.
Buurthuis De Smelen is een voormalige basisschool annex kleuterschool annex kapel, gebouwd omstreeks 1948. De kapelfunctie werd onder meer vormgegeven door een klokje op de voorgevel. In 1992 werd de school gesloten. Het gebouw werd omgevormd tot buurthuis en dit werd geopend in 1994. Het is de thuisbasis van buurtvereniging Sluis XIII en jeugdcarnavalsvereniging De Smelenhoek. Ook op cultureel en religieus gebied vervult het gebouw nog een rol. Sinds 2001 organiseert de gemeenschap jaarlijks een countryfestival. Bij Sluis 13 bevindt zich ook een café-restaurant.

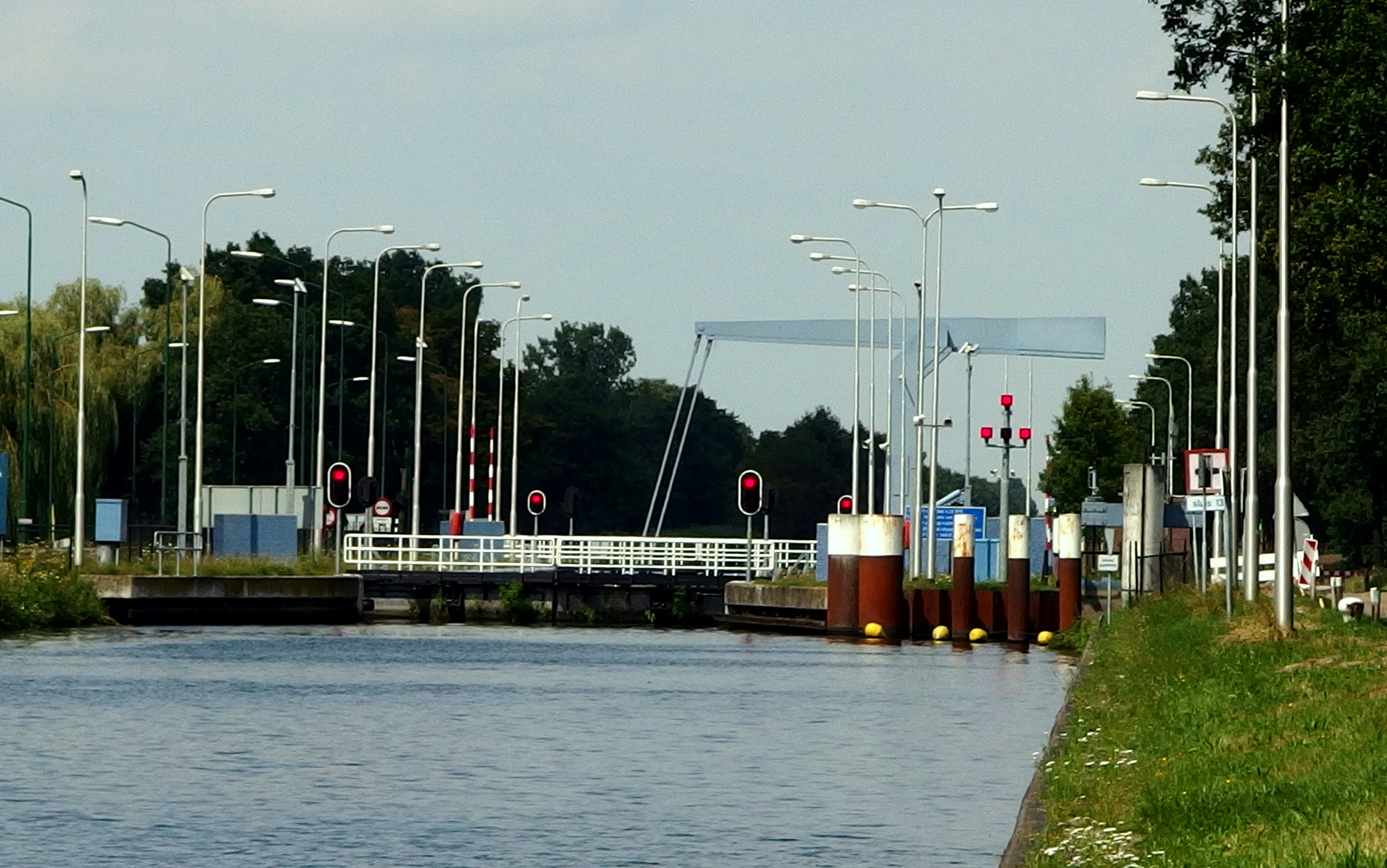
De brug bij Sluis 13 in 2014

Dorpen: Lierop · Someren · Someren-Eind · Someren-Heide

Buurtschappen: Achterbroek · Berkeindje · Boomen · Broekkant · De Hoef · De Hutten · Eindje · Gebergte · Groote Hoeven · Heieind · Heikant · Hersel · Moorsel · Oeijenbraak · Otterdijk · Slieven · Sluis 13 · Speelheuvel · Stipdonk · Vaarsel · Vaartsche Hoef · Vlas · Winkelstraat · Zomerven

Noord-Brabant: Steden en dorpen      Nederland: Provincies · Gemeenten